# بيغ أوردر
بيغ أوردر (باليابانية: ビッグオーダー، بالروماجي: Biggu Ōdā) (بالإنجليزية: Big Order)‏ هي سلسلة مانغا ياباني من تأليف ورسم ساكاي إيسونو، نشرت من قبل كادوكاوا شوتين في مجلة شونن إيس، منذ نوفمبر عام 2011 حتى سبتمبر عام 2016، وتم تجمع فصول المانغا من قبل كادوكاوا شوتين، في 10 مجلدات تانكوبون. أنتجت إلى أوفا أنمي من قبل استوديو أسرياد، عرضت في 3 أكتوبر عام 2015. وأنتجت ايضًا إلى مسلسل أنمي تلفزيوني، عرض في 16 أبريل عام 2016 واستمر عرضه حتى 18يونيو عام 2016، وتكون من 10 حلقات.

## القصة
تدور أحداث القصة إيجي هوشيميا هو فتى تمنى يتدمر العالم وتحققت أمنيته، وحدث دمار عظيم وبدأ العالم في الانهيار ومات عديد من الناس. فيكتشف إيجي أن لديه قوى خارقة.

## الشخصيات

### الشخصيات الرئيسية
إيجي هوشيميا (باليابانية: 星宮エイジ، بالروماجي: Hoshimiya Eiji)
أداء صوتي: ماساكازو موريتا
رين كوريناي (باليابانية: 紅鈴، بالروماجي: Kurenai Rin)
أداء صوتي: شيوري ميكامي
سينا هوشيميا (باليابانية: 星宮瀬奈، بالروماجي: Hoshimiya Sena)
أداء صوتي: ميساكي كونو

### شخصيات أخرى
رايدو فوا (باليابانية: 不破 雷同، بالروماجي: Fuwa Raidō)
أداء صوتي: ميتسورو مياموتو
بينكي ناروكامي (باليابانية: 鳴神弁慶، بالروماجي: Narukami Benkei)
أداء صوتي: فوميهيكو تاتشيكي
يوشيتسوني هيراغي (باليابانية: 柊義経، بالروماجي: Hīragi Yoshitsune)
أداء صوتي: شينوسكي تاتشيبانا
إيو (باليابانية: 壱与، بالروماجي: Iyo)
أداء صوتي: أزوسا تادوكورو
تايكي نيهارا (باليابانية: 根原 大系، بالروماجي: Nehara Taikei)
أداء صوتي: هيروكازو هيراماتسو
لورين رايت (باليابانية: ローリン・ライト، بالروماجي: Rōrin Raito)
أداء صوتي: ماكوتو إيشي
كوكودو سوموكو (باليابانية: 草木 国土، بالروماجي: Sōmoku Kokudo)
أداء صوتي: نوريو واكاموتو
نيني ميناموتو (باليابانية: 源 寧々، بالروماجي: Minamoto Nene)
أداء صوتي: أيا أوتشيدا
ماري كونو (باليابانية: 久能マリ، بالروماجي: Kunō Mari)
أداء صوتي: ساوري هايامي
أياهيتو سوندان (باليابانية: 寸断殺人، بالروماجي: Sundan Ayahito)
أداء صوتي: يو هاياشي
ديزي
أداء صوتي: ماري ميساكي
غيناي هوشيميا (باليابانية: 星宮源内، بالروماجي: Hoshimiya Gennai)
أداء صوتي: تاتوشي تسوروكا
كاغيكيو تايرانو (باليابانية: 平景清، بالروماجي: Tairano Kagekiyo)
أداء صوتي: هيتومي هارادا
أبراهام لويس فران (باليابانية: アブラアン・ルイ・フラン، بالروماجي: Aburaan Rui Furan)
أداء صوتي: تاروسوكي شينغاكي

## وصلات خارجية
- بيغ أوردر على موقع شونن إيس باللغة اليابانية
- بيغ أوردر نسخة محفوظة 19 يناير 2012 على موقع واي باك مشين. على موقع كادوكاوا شوتين باللغة اليابانية
- موقع الأنمي الرسمي نسخة محفوظة 13 مايو 2016 على موقع واي باك مشين. باللغة اليابانية
- بيغ أوردر على موقع ANN anime (الإنجليزية)
- بيغ أوردر على موقع ANN manga (الإنجليزية)